# Beat Rieder
Beat Rieder, né le 12 février 1963 à Wiler (originaire du même lieu), est une personnalité politique suisse, membre du Centre. 
Il est député du canton du Valais au Conseil des États depuis novembre 2015.

## Biographie
Beat Rieder naît le 12 février 1963 à Wiler, dans le canton du Valais. Il en est également originaire. Il grandit dans une famille de paysans de montagne, avec 8 frères et sœurs. 
Il fait des études de droit à l'Université de Berne. Avocat et notaire, il est associé avec Philipp Matthias Bregy au sein d'une étude d’avocats et notaires à Brigue.
Il est marié et père trois enfants. Il vit à Wiler.

## Parcours politique
Beat Rieder est élu au conseil municipal (exécutif) de Wiler dans le Lötschental en 1992 ; il en est président de 2000 à 2008, date à laquelle il finit son mandat. De 2008 à 2017, il préside le Conseil du Lötschental (« Talratspräsident der Talschaft Lötschen »).
En mars 2009, il est élu député au Grand Conseil valaisan. Chef du groupe parlementaire PDC du Haut (les « noirs ») à partir de 2010, il y reste jusqu'en 2017. Il y défend de nombreuses coupes dans les dépenses de personnel de l'État et dans le social, tout en soutenant de nombreux allégements fiscaux. Il est à l'origine d'un fonds de 140 millions de francs destiné à financer les infrastructures touristiques.
Le 1er novembre 2015, il est élu au Conseil des États avec 46 286 voix, devançant de quelque 1 500 voix le PLR Pierre-Alain Grichting. Il est réélu au second tour en 2019 et  2023 aux côtés de Marianne Maret. 

## Positionnement politique
Au parlement, il s'engage surtout pour les régions de montagne et le tourisme alpin,. Très conservateur, il est contre le mariage pour tous. Il préside la Commission des affaires juridiques (CAJ).